# 旭山 (長野市)
旭山（あさひやま）は、長野県長野市に位置する標高785mの山である。長野県庁舎の西側にそびえ、歴史的にも自然観光の面でも注目されている。

## 歴史

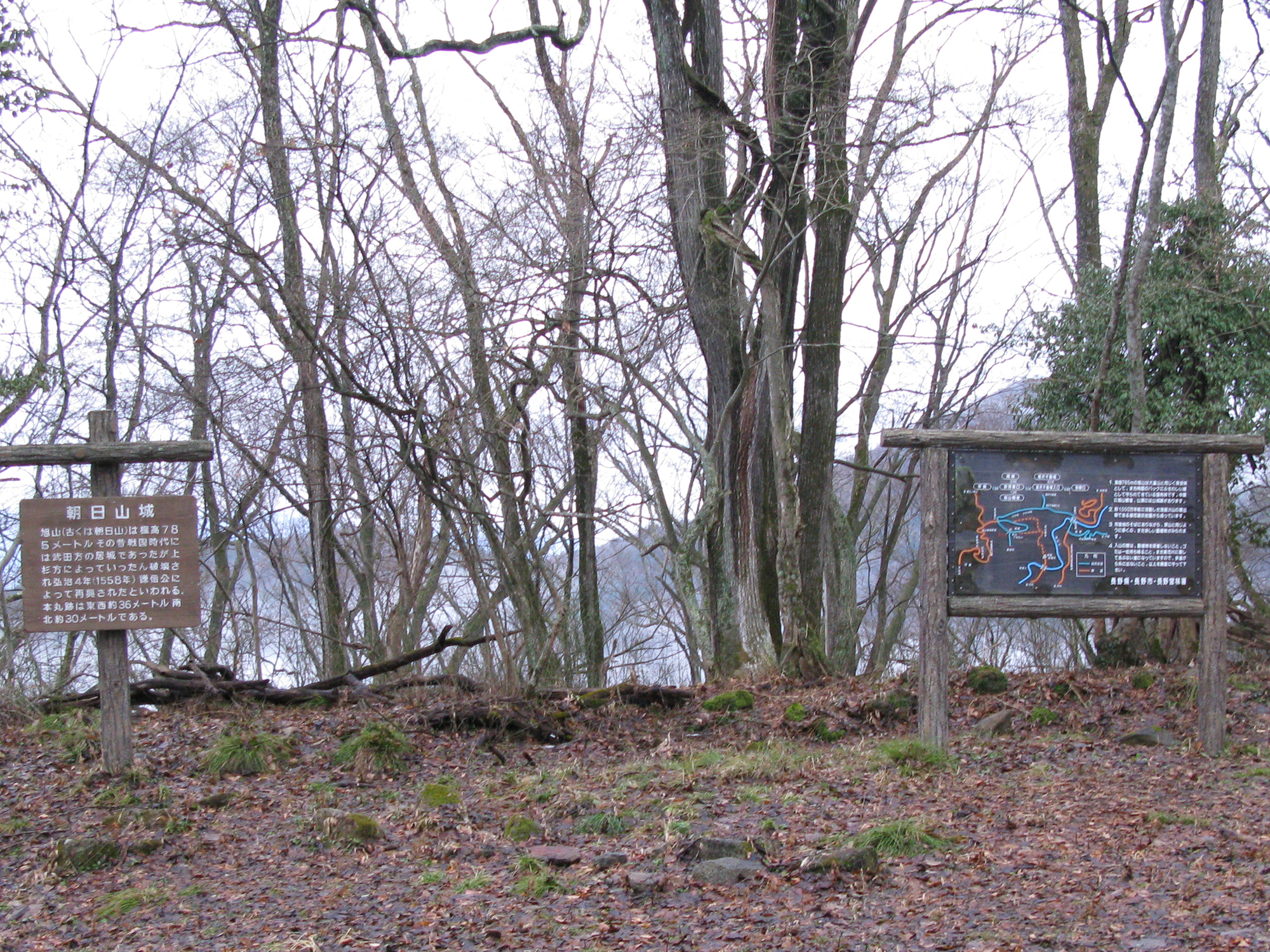
旭山城跡

旭山は、かつて上杉・武田両軍による争奪戦が行われた歴史的な山である。山頂には旭山城の本城が築かれ、中腹には大黒城、尾根の突端には小柴見城（こしばみじょう）が存在していた。
現在でも山城跡として本郭の石垣や堀切跡が残り、往時の様子を垣間見ることができる。

## 朝日山観世音
旭山の中腹には朝日山観世音堂があり、古くから「朝日山のお観音様」として親しまれている。この観音堂は、合格祈願や商売繁盛のご利益があるとされ、受験シーズンには県内外から参拝者が訪れる。
登山者や観光客は、平柴歩道や登山道を利用して訪れることができる。また、車で観音堂までアクセスすることも可能であり、そこから短時間のトレッキングで旭山城跡にたどり着くことができる。

## 自然

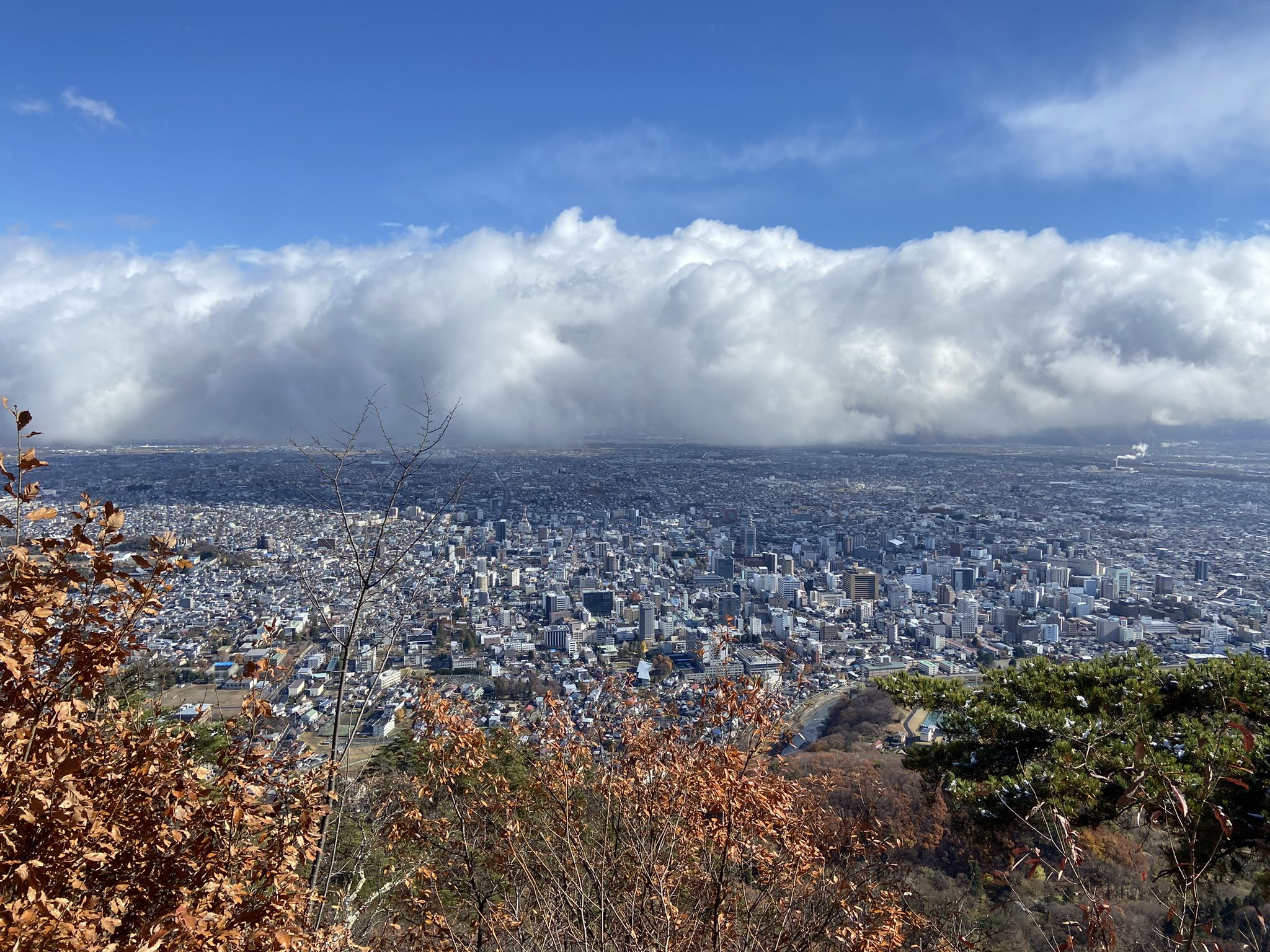
旭山からの眺望

旭山の北側山麓には中部電力の里島水力発電所があり、麓にはカタクリの群生地が広がっている。春になるとカタクリの花が一斉に咲き、訪れる人々を魅了している。
裾花川がこの山の麓を洗う。東の尾根先の崖は白岩と呼ばれる凝灰岩の露頭が見られ、昭和期には白土採取跡と伝わる数条の洞窟が見られていた。そして犀川側南面の安茂里小市地区には太平洋戦争末期に日本海軍が約200ｍ掘り進んだと伝わる地下壕跡が戦争遺跡として平成末期頃から注目されるようになった。
また、旭山展望台からは長野盆地（善光寺平）を眼下に望むことができ、長野市街地や志賀高原などの山々を見渡せる絶好の景勝地でもある。

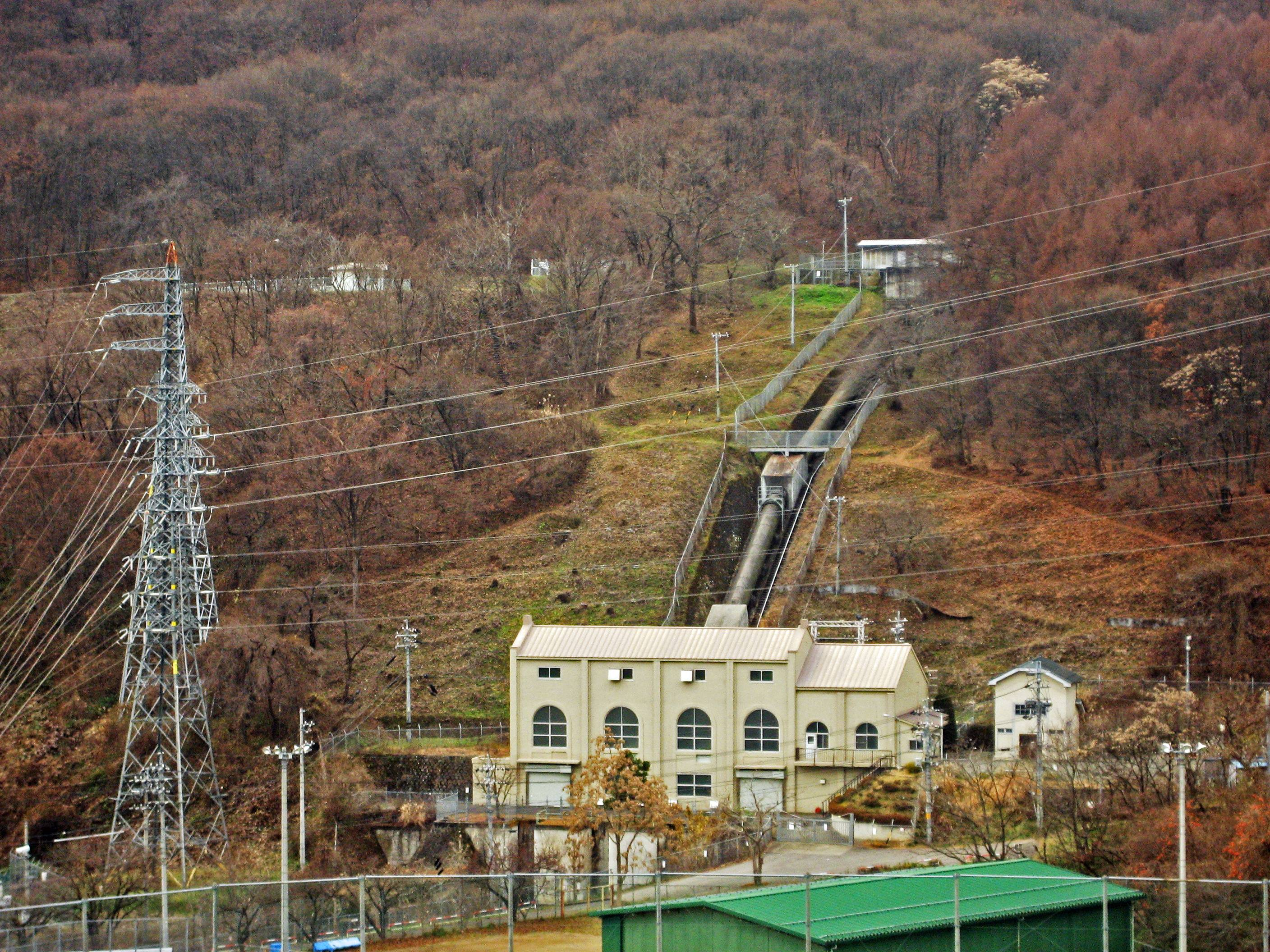
里島水力発電所

## アクセスと登山情報
旭山は手軽に登山が楽しめる山として知られており、初心者から歴史愛好家まで幅広い層に親しまれている。平柴歩道や登山道を利用することで、自然や歴史を感じながらのハイキングが楽しめる。